# Consonne fricative linguo-labiale sourde
La consonne fricative linguo-labiale sourde est un son consonantique fréquent dans de plusieurs langues. Le symbole dans l'alphabet phonétique international est [θ̼] ou [ɸ̺].

## Caractéristiques
Voici les caractéristiques de la consonne fricative linguo-labiale sourde :
- son mode d'articulation est fricatif, ce qui signifie qu’elle est produite en contractant l'air à travers une voie étroite au point d’articulation, causant de la turbulence ;
- Son point d’articulation est linguo-labial, ce qui signifie qu'elle est articulée avec la langue et les lèvres.
- Sa phonation est sourde, ce qui signifie qu'elle est produite sans la vibration des cordes vocales.
- C'est une consonne orale, ce qui signifie que l'air ne s’échappe que par la bouche.
- C'est une consonne centrale, ce qui signifie qu’elle est produite en laissant l'air passer au-dessus du milieu de la langue, plutôt que par les côtés.
- Son mécanisme de courant d'air est égressif pulmonaire, ce qui signifie qu'elle est articulée en poussant l'air par les poumons et à travers le chenal vocatoire, plutôt que par la glotte ou la bouche.

## Langues
| Langue     | Exemple | Prononciation | Sens              | Notes |
| ---------- | ------- | ------------- | ----------------- | ----- |
| big nambas |         | [ˈinɛθ̼]       | il est asmathique |       |